# Campins (Barcelona)
Campins ist eine katalanische Gemeinde in der Provinz Barcelona im Nordosten Spaniens. Sie liegt in der Comarca Vallès Oriental.

## Sehenswürdigkeiten

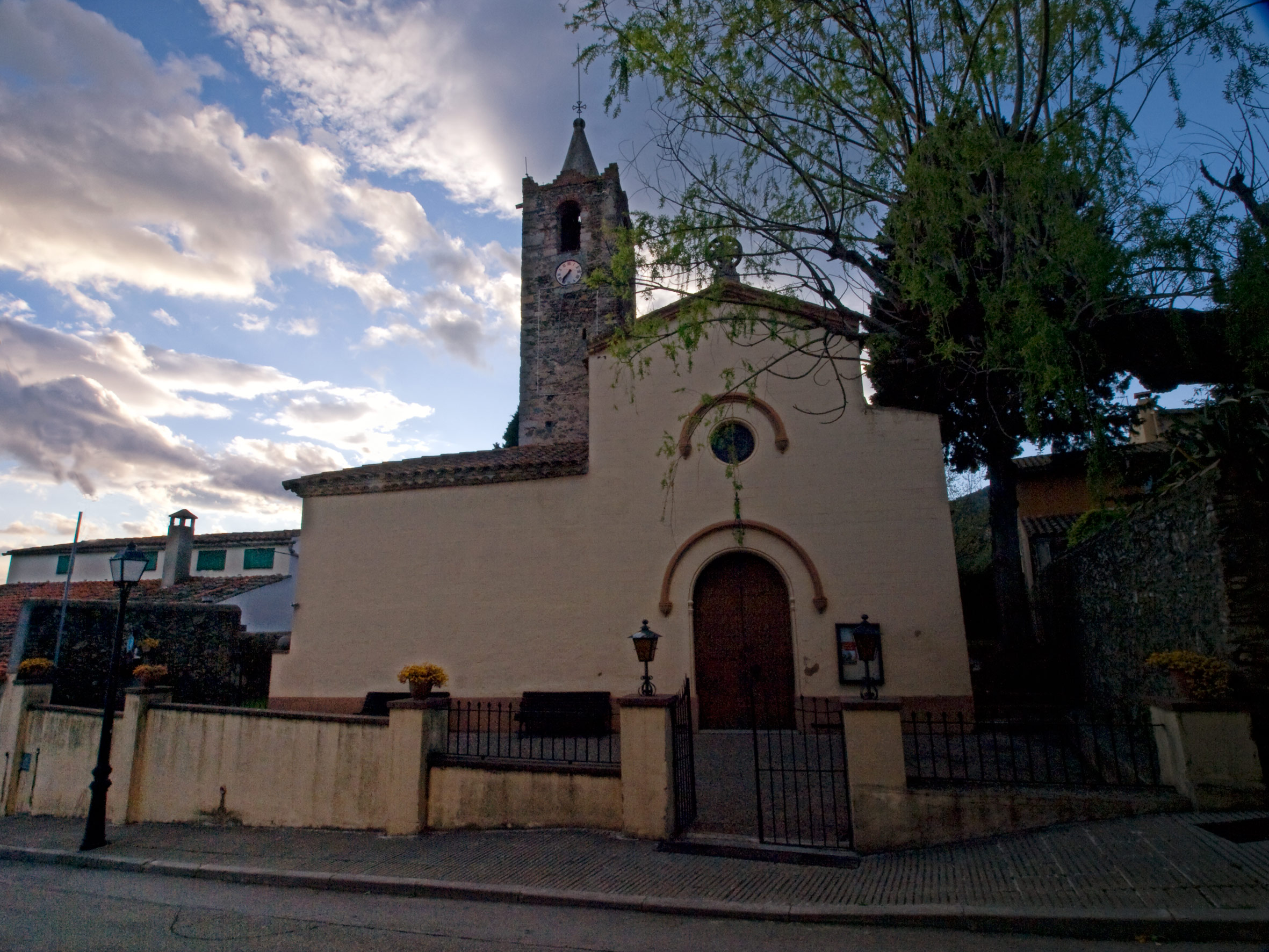

- Kirche Sant Joan